# Supercoppa italiana 2024 (hockey su pista)
La Supercoppa italiana 2024 sarà la 19ª edizione dell'omonima competizione di hockey su pista. La manifestazione avrà luogo dal 9 al 16 ottobre 2024.

## Squadre partecipanti
| Club            | Qualificazione                                | Partecipazioni precedenti (il grassetto indica la vittoria) |
| --------------- | --------------------------------------------- | ----------------------------------------------------------- |
| Forte dei Marmi | Vincitore della Serie A1 e della Coppa Italia | 2014, 2015, 2016, 2017, 2019, 2021                          |
| Follonica       | Finalista della Coppa Italia                  | 2005, 2006, 2007, 2008, 2009, 2010, 2018                    |

## Risultati
| Squadra 1 | Totale | Squadra 2       | Andata | Ritorno |
| --------- | ------ | --------------- | ------ | ------- |
| Follonica | 8 - 5  | Forte dei Marmi | 4 - 2  | 4 - 3   |

### Partita di andata
| Arbitri: | Louis Hyde (Breganze) Alfonso Rago (Giovinazzo) |

|                                                           |           |                                       |
| F. Banini 7'42" D. Banini 21'21" 37'55" M. Pagnini 48'25" | Marcatori | 30'24" F. Ipiñazar 40'38" F. Ambrosio |

| Follonica    |    |                    |
|              |    |                    |
| P            | 29 | Leonardo Barozzi   |
| D            | 5  | Davide Banini      |
| A            | 9  | Marco Pagnini      |
| D            | 15 | Francesco Banini   |
| D            | 75 | Fernando Montigel  |
| D            | 7  | Federico Pagnini   |
| A            | 19 | Alessandro Franchi |
| A            | 21 | Max Thiel          |
| A            | 19 | Claudio Bracali    |
| P            | 96 | Ernesto Maggi      |
| Allenatore:  |    |                    |
| Sérgio Silva |    |                    |

| Forte dei Marmi |    |                     |
|                 |    |                     |
| P               | 22 | Riccardo Gnata      |
| A               | 5  | Federico Ambrosio   |
| D               | 55 | Patricio Ipiñazar   |
| D               | 87 | Francisco Ipiñazar  |
| A               | 99 | Enric Torner        |
| D               | 6  | Andrea Borgo        |
| A               | 7  | Diego Chereches     |
| A               | 78 | Tommaso Giovannelli |
| P               | 44 | Raffaello Ciupi     |
| Allenatore:     |    |                     |
| Mirco De Gerone |    |                     |

### Partita di ritorno
| Arbitri: | Simone Brambilla (Agrate Brianza) Marco Rondina (Vercelli) |

|                                              |           |                                                            |
| F. Ipiñazar 35'31" 40'46" F. Ambrosio 48'47" | Marcatori | 26'23" D. Banini 46'29" 47'062 F. Banini 49'54" A. Franchi |

| Forte dei Marmi |    |                     |
| P               | 22 | Riccardo Gnata      |
| A               | 5  | Federico Ambrosio   |
| D               | 55 | Patricio Ipiñazar   |
| D               | 87 | Francisco Ipiñazar  |
| A               | 99 | Enric Torner        |
| D               | 6  | Andrea Borgo        |
| A               | 7  | Diego Chereches     |
| A               | 78 | Tommaso Giovannelli |
| P               | 44 | Raffaello Ciupi     |
| Allenatore:     |    |                     |
| Mirco De Gerone |    |                     |
|                 |    |                     |

| Follonica    |    |                    |
| P            | 29 | Leonardo Barozzi   |
| D            | 5  | Davide Banini      |
| A            | 9  | Marco Pagnini      |
| D            | 15 | Francesco Banini   |
| D            | 75 | Fernando Montigel  |
| D            | 7  | Federico Pagnini   |
| A            | 19 | Alessandro Franchi |
| A            | 21 | Max Thiel          |
| A            | 19 | Claudio Bracali    |
| P            | 96 | Ernesto Maggi      |
| Allenatore:  |    |                    |
| Sérgio Silva |    |                    |
|              |    |                    |